# Kardynałowie z nominacji Jana XXII
Papież Jan XXII (1316–1334) mianował 28 nowych kardynałów na 6 konsystorzach:

## 18 grudnia 1316
1. Bernard de Castanet, biskup Le Puy  – kardynał biskup Porto e S. Rufina, zm. 14 sierpnia 1317.
2. Jacques de Via, siostrzeniec papieża, biskup elekt Awinionu – kardynał prezbiter Ss. Giovanni e Paolo, zm. 13 czerwca 1317.
3. Gauscelin de Jean, krewny papieża, wicekanclerz św. Kościoła Rzymskiego – kardynał prezbiter Ss. Marcellino e Pietro, następnie kardynał biskup Albano (19 grudnia 1327), zm.  3 sierpnia 1348.
4. Bertrand du Pouget, kapelan papieski – kardynał prezbiter S. Marcello, następnie kardynał biskup Ostia e Velletri (19 grudnia 1327), zm. 3 lutego 1352.
5. Pierre d'Arrabloy, kanclerz król. Francji – kardynał prezbiter S. Susanna (tytuł nadany 29 marca 1317), następnie kardynał biskup Porto e S. Rufina (19 grudnia 1327), zm. 2 marca 1331.
6. Bertrand de Montfavez – kardynał diakon S. Maria in Aquiro, zm. 1 grudnia 1342.
7. Gaillard de la Mothe, kanonik w Narbonne, krewny Klemensa V – kardynał diakon S. Lucia in Silice, zm. 20 grudnia 1356.
8. Gian Gaetano Orsini – kardynał diakon S. Teodoro, zm. 27 sierpnia 1335.

## 20 czerwca 1317
1. Arnaud de Via, siostrzeniec papieża – kardynał diakon S. Eustachio, zm. 24 listopada 1335.

## 20  grudnia 1320
1. Regnaud de la Porte, arcybiskup Bourges – kardynał prezbiter Ss. Nereo ed Achilleo, następnie kardynał biskup Ostia e Velletri (1321), zm. 13 września 1324
2. Bertrand de la Tour OFM, arcybiskup Salerno – kardynał prezbiter S. Vitale, następnie kardynał biskup Tusculum (czerwiec 1323), zm. w lutym 1333
3. Pierre Desprès, arcybiskup Aix – kardynał prezbiter S. Pudenziana (tytuł nadany w lutym 1321), następnie kardynał biskup Palestriny (10 maja 1322), zm. 16 maja 1361.
4. Simon d’Archiac, arcybiskup elekt Vienne – kardynał prezbiter S. Prisca, zm. 14 maja 1323.
5. Pilfort de Rabastens CanReg, biskup Rieux – kardynał prezbiter S. Anastasia, zm. 14 lipca 1324
6. Pierre Le Tessier CanReg, wicekanclerz św. Kościoła Rzymskiego – kardynał prezbiter S. Stefano al Monte Celio, zm. 22 marca 1325.
7. Raymond Le Roux – kardynał diakon S. Maria in Cosmedin, zm. 31 października 1325.

## 18 grudnia 1327
1. Jean-Raymond de Comminges, arcybiskup Tuluzy – kardynał prezbiter S. Croce in Gerusalemme, następnie kardynał biskup Porto e S. Rufina (15 marca 1331), zm. 20 listopada 1348
2. Annibaldo di Ceccano, arcybiskup Neapolu – kardynał prezbiter S. Lorenzo in Lucina, następnie kardynał biskup Tusculum (15 lutego 1333), zm. 17 lipca 1350.
3. Jacques Fournier OCist, biskup Mirepoix – kardynał prezbiter S. Prisca, następnie papież Benedykt XII (20 grudnia 1334), zm. 25 kwietnia 1342
4. Raymond de Mostuéjouls OSB, biskup St.-Papoul – kardynał prezbiter S. Eusebio, zm. 12 listopada 1337.
5. Pierre de Mortemart, biskup Auxerre – kardynał prezbiter S. Stefano al Monte Celio, zm. 14 kwietnia 1335.
6. Pierre des Chappes, biskup Chartres – kardynał prezbiter Ss. Silvestro e Martino, zm. 24 marca 1336.
7. Matteo Orsini di Monte Giordano OP, arcybiskup Manfredonii – kardynał prezbiter Ss. Giovanni e Paolo, następnie kardynał biskup Sabiny (18 grudnia 1338), zm. 18 sierpnia 1340.
8. Pedro Gómez Barroso, biskup Cartageny – kardynał prezbiter S. Prassede, następnie kardynał biskup Sabiny (12 października 1340), zm. 14 lipca 1348.
9. Imbert Dupuis – kardynał prezbiter Ss. XII Apostoli, zm. 26 maja 1348.
10. Giovanni Colonna – kardynał diakon S. Angelo in Pescheria, zm. 3 lipca 1348.

## 25 maja 1331
1. Élie Talleyrand de Périgord, biskup Auxerre – kardynał prezbiter S. Pietro in Vincoli (tytuł nadany w czerwcu 1331), następnie kardynał biskup Albano (4 listopada 1348), zm. 17 stycznia 1364.

## 20 grudnia 1331
1. Pierre Bertrand d’Annonay, biskup Autun – kardynał prezbiter S. Clemente, zm. 23 czerwca 1348.